# 斑鰭鮋
斑鳍鲉（学名：Scorpaena neglecta）为鲉科鲉属的鱼类，俗名石降。分布于朝鲜、日本以及沿海等，属于近海底层小型鱼类。其常生活于由潮间带至深水的沙底海区或岩礁附近。该物种的模式产地在長崎。
斑鰭鮋又稱絡鰓石狗公是輻鰭魚綱鮋形目鮋科的一種。

## 分布
本魚分布於日本、中國、台灣北部等海域。

## 深度
水深80~200公尺。

## 特徵
頭部有發達的皮膜，眶前骨下部最後一棘向後下方走，眶前骨下緣之最後一棘以上無棘。身體有明顯之斑紋，雄魚背鰭第四與第五棘之間有一明顯之黑斑，各鰭密佈不規則深金黃色斑點，全身有一些細小黑褐色斑點。鰭尖皆有毒，須小心刺傷。體長可達30公分。

## 生態
本種主要棲息於沿岸之沙泥質海底、珊瑚礁，為稀有魚種，以甲殼類、魚類為主食。

## 經濟利用
食用魚，一般煮味增湯食用。